# Psychoda plumbea
Psychoda plumbea är en tvåvingeart som beskrevs av Ibanez-bernal 1991. Psychoda plumbea ingår i släktet Psychoda och familjen fjärilsmyggor. Inga underarter finns listade i Catalogue of Life.